# Európai Szocialisták (Grúzia)
Az Európai Szocialisták (grúzul: ევროპელი სოციალისტები) egy politikai párt Grúziában. 2021. január 9-én hozták létre olyan politikusok, akik korábban a Grúziai Hazafiak Szövetsége nevű pártban politizáltak. 

## Története
A 2020-as parlamenti választás után az ellenzék bojkottálta a parlamenti üléseket, ami politikai válságot okozott Grúziában. Decemberben az ellenzéki pártok – köztük a négy mandátumot kapott Grúziai Hazafiak Szövetsége – 51 képviselője mandátumuk törlését kérte. December 23-án Avtandil Enukidze, a Hazafiak Szövetségének egyik képviselője bejelentette, hogy megtartja a mandátumot annak ellenére, hogy a Hazafiak Szövetsége bojkottot hirdetett. Január 4-én a parlament vezetése megsemmisítette a Hazafiak Szövetsége pártlistájának első három helyezettjének mandátumát. Január 5-én Fridon Injia, Gela Mikadze és Davit Zilfimiani képviselők bejutottak a parlamentbe, és elfoglalták a három lemondott mandátum helyét. Pár nappal később a három bejutott képviselő és Enukidze elhagyták a Hazafiak Szövetségét, és önálló pártot alapítottak Európai Szocialisták néven.

## Ideológia
Fridon Inija a párt alapító kongresszusán kifejtette a párt politikai céljait:
- Grúzia területi integritásának helyreállítása,
- a nemzeti függetlenség megerősítése,
- az ország gazdasági potenciáljának előremozdítása,
- Grúzia további integrációjának támogatása az Európai Unióba és a NATO-ba.[2]